# Zbigniew Dembiński (piłkarz)
Zbigniew Leon Dembiński  (ur. 22 kwietnia 1908 w Poznaniu, zm. wiosną 1944 w okolicach Dormagen przez utonięcia w Renie) – polski piłkarz występujący na pozycji pomocnika.
Dembiński był wychowankiem Klubu Sportowego Cybin, jednak przez znaczną część kariery był piłkarzem Warty Poznań, którą zasilił w 1927 roku. Przez pierwsze dwa lata grał w drużynie juniorów, zaś w sezonie sezonie 1929 został przesunięty do zespołu seniorów, z którym święcił tytuł mistrza Polski. Dembiński zadebiutował w Warcie 28 lipca 1929 roku w wygranym 2:1 meczu z 1. FC Katowice. w sezonie 1936 Warta zajęła z Dembińskim w składzie trzecie miejsce w tabeli na zakończenie rozgrywek ligowych. W czasie II wojny światowej został wywieziony do III Rzeszy na przymusowe roboty.

## Statystyki klubowe
| Sezon | Klub         | Liga   | Liga krajowa | Liga krajowa |
| ----- | ------------ | ------ | ------------ | ------------ |
| Sezon | Klub         | Liga   | Mecze        | Bramki       |
| 1929  | Warta Poznań | I Liga | 2            | 0            |
| 1930  | Warta Poznań | I Liga | 0            | 0            |
| 1931  | Warta Poznań | I Liga | 0            | 0            |
| 1932  | Warta Poznań | I Liga | 0            | 0            |
| 1933  | Warta Poznań | I Liga | 10           | 0            |
| 1934  | Warta Poznań | I Liga | 0            | 0            |
| 1935  | Warta Poznań | I Liga | 0            | 0            |
| 1936  | Warta Poznań | I Liga | 11           | 0            |
| 1937  | Warta Poznań | I Liga | 2            | 0            |
| Razem | Razem        | Razem  | 25           | 0            |

## Sukcesy

### Warta Poznań
- Mistrzostwo Polski w sezonie 1929
- Trzecie miejsce w mistrzostwach Polski w sezonie 1936